# Orbiel
Der Orbiel ist ein Fluss in Frankreich, der in der Region Okzitanien verläuft. Er entspringt im Département Tarn unter dem Namen Rieu Nègre in den Montagne Noire, im Regionalen Naturpark Haut-Languedoc, an der Gemeindegrenze von Mazamet und Labruguière. Nach rund einem Kilometer wechselt er bereits in das Département Aude, entwässert anfangs nach Süd, später nach Südost und mündet nach insgesamt rund 41 Kilometern am westlichen Stadtrand von Trèbes als linker Nebenfluss in die Aude.

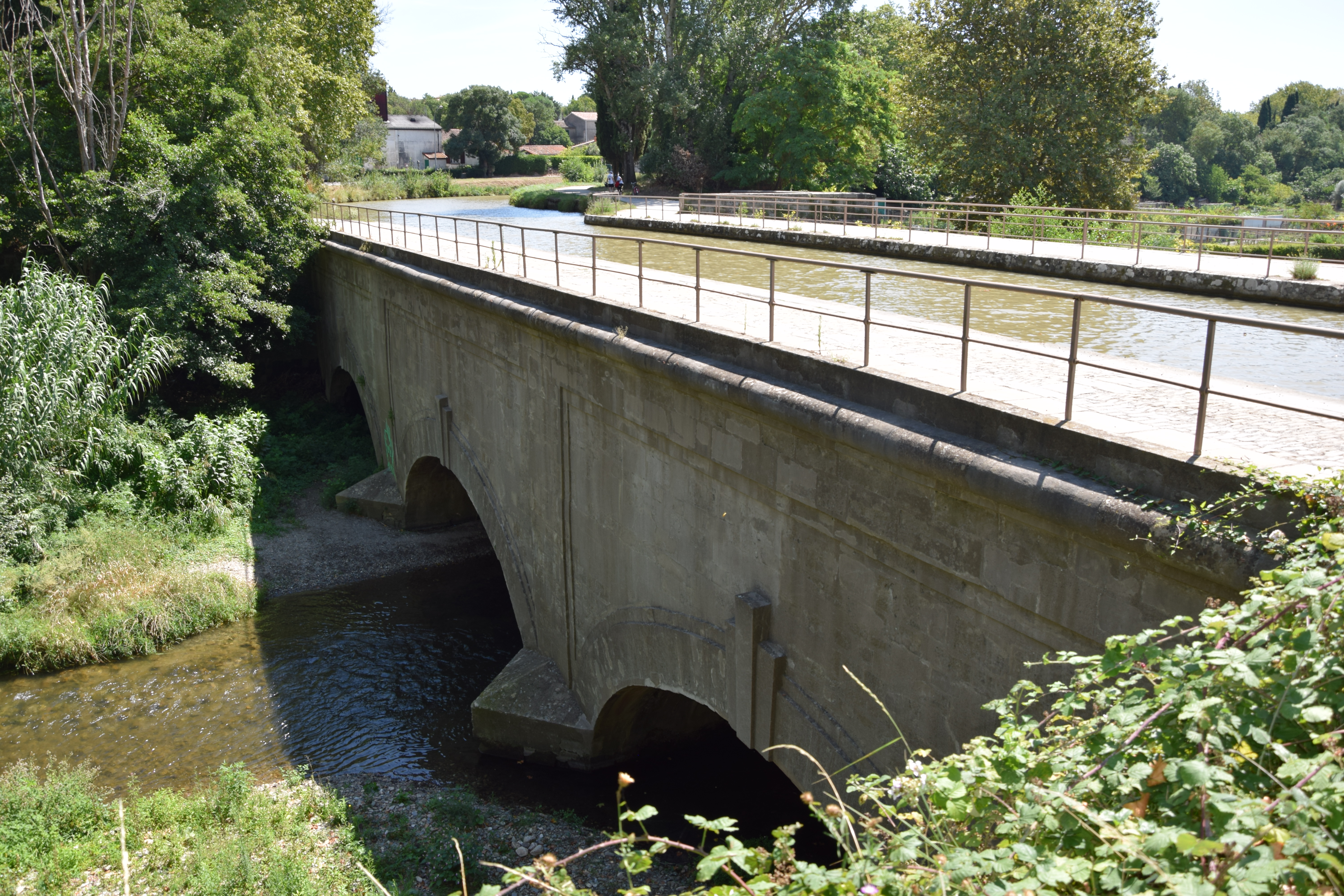
Das Aquädukt Pont-aqueduc de l’Orbiel

Knapp vor der Mündung unterquert der Orbiel den parallel zur Aude verlaufenden Canal du Midi und wird über einen Versorgungskanal bei Bedarf auch zu seiner Dotierung herangezogen.

## Orte am Fluss
- Mas-Cabardès
- Lastours
- Conques-sur-Orbiel
- Villalier
- Villedubert
- Trèbes

## Sehenswürdigkeiten
- Châteaux de Lastours, vier mittelalterliche Burgen beherrschen das Flusstal oberhalb von Lastours – Monument historique[3]